# Arie Haan
Adrianus „Arie” Haan (ur. 16 listopada 1948 w Finsterwolde) – holenderski piłkarz, grający na pozycji środkowego pomocnika lub obrońcy oraz trener piłkarski. Słynął z silnego uderzenia z dystansu, czemu zawdzięczał pseudonim Arie Bombarie.

## Życiorys
Przez osiem lat był zawodnikiem Ajaksu Amsterdam, z którym trzykrotnie triumfował w rozgrywkach krajowych i trzykrotnie w Pucharze Europy. W barwach Ajaksu Amsterdam rozegrał 264 mecze i strzelił 47 goli. w 1975 dołączył do RSC Anderlecht, gdzie grał już między innymi Rob Rensenbrink - ówczesna gwiazda europejskiej piłki. Z Anderlechtem, który w latach 70. święcił największe triumfy na arenie europejskiej w swojej historii, zdobył dwukrotnie Puchar Zdobywców Pucharów oraz dwukrotnie Superpuchar UEFA. W 1981 przeniósł się do Standardu Liège, z którym m.in. dwukrotnie zdobył mistrzostwo kraju i dotarł do finału Pucharu Zdobywców Pucharów w 1982. Pod koniec kariery zagrał jeden sezon w PSV Eindhoven, lecz bez większych sukcesów. Karierę zakończył w 1985 roku w Hongkongu, po rozegraniu kilku spotkań w drużynie Seiko SA.
W reprezentacji Holandii zadebiutował 30 sierpnia 1972 roku w meczu z Czechosłowacją. Arie Haan miał okazję występować w drużynie narodowej w czasach Futbolu totalnego (hol. totaalvoetbal), grając u boku m.in. Johana Cruijffa, Johana Neeskensa czy Willema van Hanegema. Grał na pozycji defensywnego pomocnika lub jako ostatni obrońca (ang. sweeper). Dzięki potężnemu uderzeniu z prawej nogi mógł zagrozić bramkarzowi przeciwnego zespołu nawet z odległości kilkudziesięciu metrów, tak jak to miało miejsce przy jego słynnym golu na mistrzostwach świata w 1978 przeciwko reprezentacji Włoch. Z Holandią zdobył wicemistrzostwo świata w 1974 i 1978 roku. Ostatni mecz w reprezentacji rozegrał na mistrzostwach Europy w 1980 roku – również, tak jak w swoim debiucie, przeciwko reprezentacji Czechosłowacji. Przez ponad 7 lat kariery reprezentacyjnej wystąpił 35-krotnie w barwach Oranje, łącznie strzelił 6 bramek.
Od 2002 do 2004 był selekcjonerem reprezentacji Chin. W sierpniu 2006 został trenerem reprezentacji Kamerunu, ale pół roku później zrezygnował z tego stanowiska, za powód podając zbyt dużą ingerencję ówczesnego prezesa związku Mohammeda Iya w prowadzenie reprezentacji. W styczniu 2008 został szkoleniowcem reprezentacji Albanii. Zrezygnował z tej funkcji 15 kwietnia 2009 po serii porażek, jakie poniósł zespół w eliminacjach do mistrzostw świata 2010. W latach 2009–2015 był menedżerem kilku zespołów z Chinese Super League. W kwietniu 2016 poinformował o zakończeniu kariery trenerskiej. Decyzję motywował problemami zdrowotnymi oraz utratą motywacji do dalszej pracy.

## Sukcesy piłkarskie
AFC Ajax
- Mistrzostwo Holandii: 1969-70, 1971-72, 1972-73
- Puchar Holandii: 1969–70, 1970–71, 1971–72
- Puchar Europy: 1970–71, 1971–72, 1972–73
- Superpuchar UEFA: 1973
- Puchar Interkontynentalny: 1972

RSC Anderlecht
- Mistrzostwo Belgii: 1980-81
- Puchar Belgii: 1975–76
- Puchar Zdobywców Pucharów: 1975–76, 1977-78
- Superpuchar UEFA: 1976, 1978

Standard Liège
- Mistrzostwo Belgii: 1981-82, 1982-83
- Puchar Zdobywców Pucharów: II miejsce 1981-82

Reprezentacja Holandii
- mistrzostwa świata w piłce nożnej: II miejsce 1974 i 1978

## Sukcesy szkoleniowe
RSC Anderlecht
- Mistrzostwo Belgii: 1985-86

VfB Stuttgart
- Puchar UEFA: II miejsce 1988-89

Standard Liège
- Puchar Belgii: 1992-93

Tianjin Teda F.C.
- Puchar Chin: 2011